# Tegafur/gimeracil/oteracil
Thuốc kết hợp tegafur/gimeracil/oteracil (tên thương mại Teysuno và TS-1 tại Nhật Bản ), còn được gọi là S-1, được sử dụng để điều trị ung thư dạ dày tiến triển. Nó được dán nhãn để sử dụng kết hợp với cisplatin ở nhiều nước châu Âu và ung thư đầu và cổ, ung thư đại trực tràng, ung thư phổi tế bào nhỏ, vú, tụy và đường mật ở một số quốc gia ở châu Á. :213 Nó đã không được FDA chấp thuận. :213
Nó cũng đang được phát triển để điều trị ung thư biểu mô tế bào gan. và có hoạt động ở thực quản, (Perry Chương 33) vú,    cổ tử cung,    và ung thư đại trực tràng.
Trong thuốc, tỷ lệ mol của ba thành phần (tegafur: gimeracil: oteracil) là 1: 1: 0,4.
Liều dung nạp tối đa khác nhau giữa dân số châu Á và da trắng (80   mg/m2 và 25   mg/m2 tương ứng), có lẽ do sự khác biệt về kiểu gen CYP2A6. :213

## Cơ chế hoạt động
Tegafur là tác nhân hóa trị liệu thực tế. Nó là một tiền chất của hoạt chất fluorouracil (5-FU).
Gimeracil ức chế sự xuống cấp của fluorouracil bởi nghịch chặn dehydrogenase enzyme dehydrogenase dihydropyrimidine (DPD). Điều này dẫn đến mức 5-FU cao hơn và thời gian bán hủy kéo dài của chất này.
Oteracil chủ yếu ở lại trong ruột vì tính thấm thấp, nơi nó làm giảm việc sản xuất 5-FU bằng cách ngăn chặn enzyme orotate phosphoribosyltransferase. Nồng độ 5-FU trong ruột thấp hơn dẫn đến độc tính đường tiêu hóa thấp hơn. 

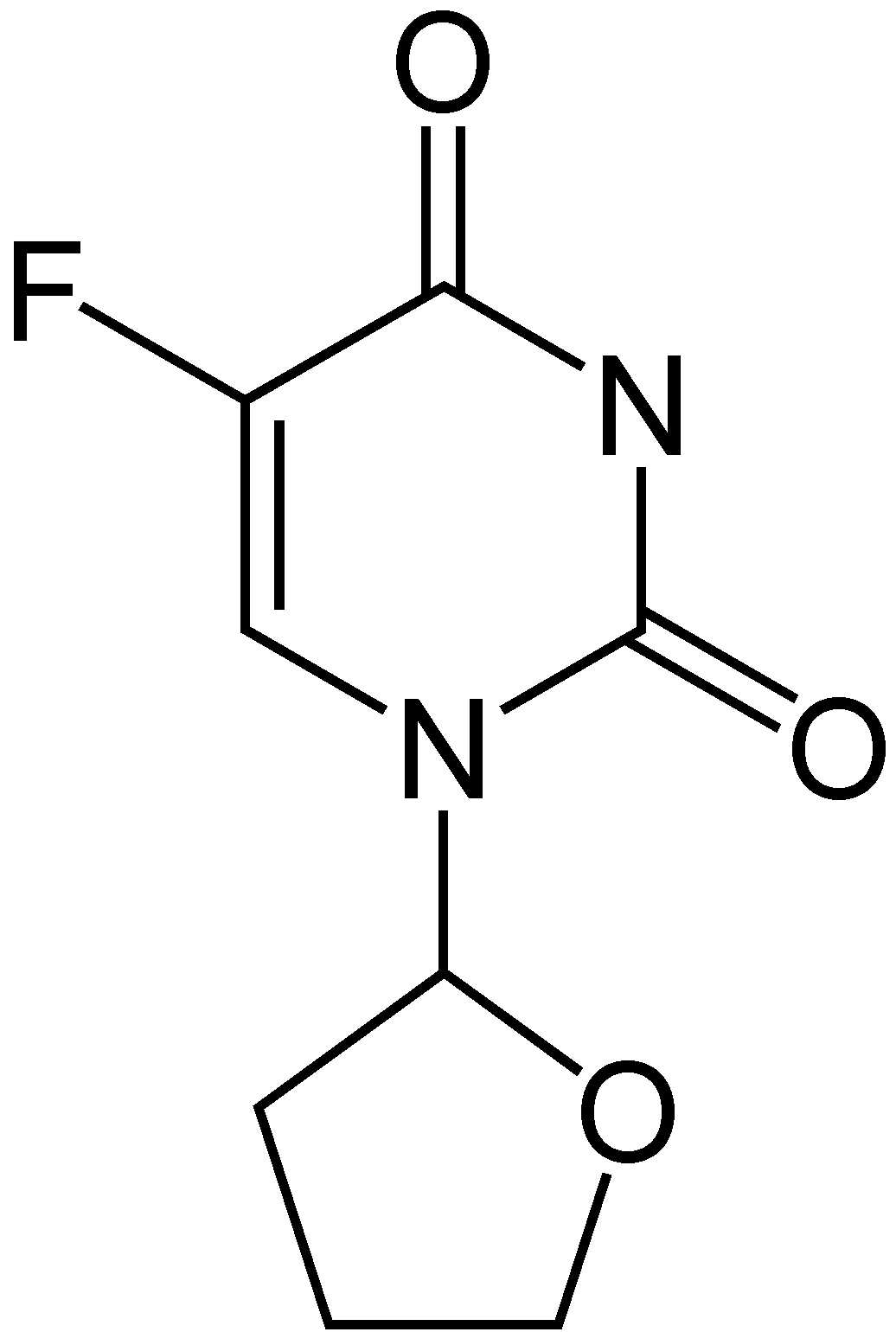
Tegafur
Gimeracil
Kali Oteracil